# Kuchnia aztecka

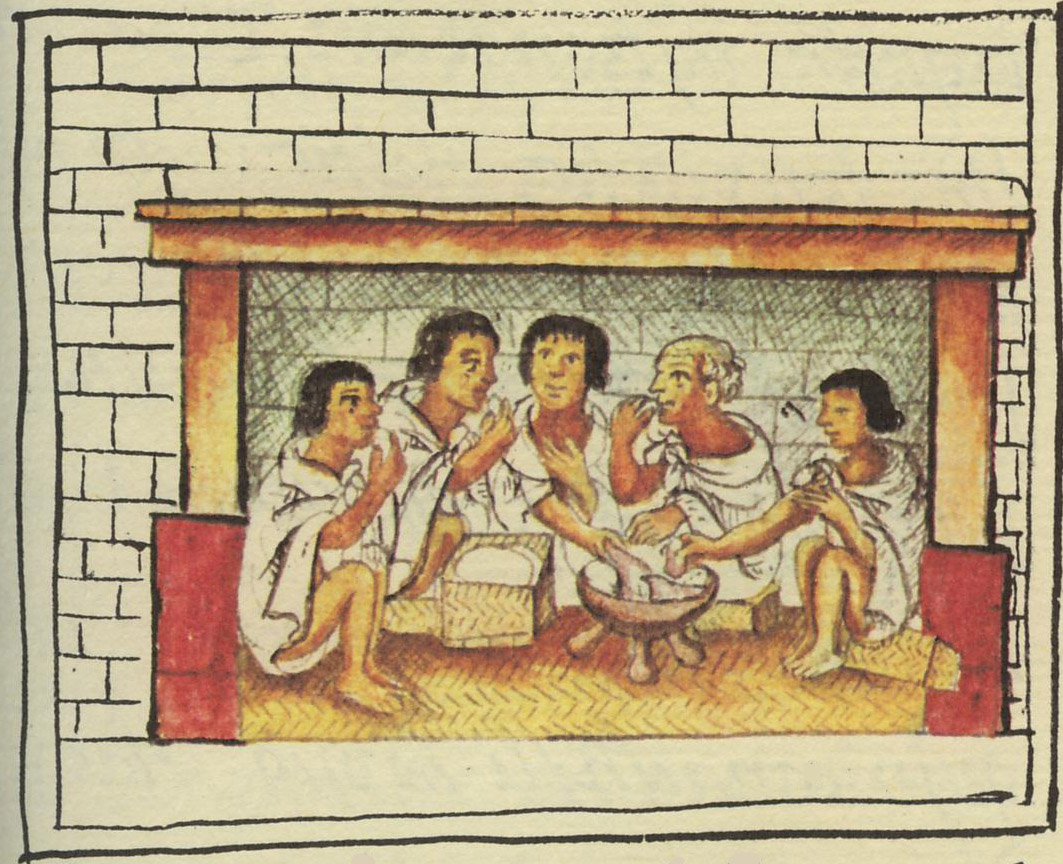
Aztekowie podczas posiłku. Kodeks Florentino, XVI wiek

W kuchni azteckiej najważniejszym składnikiem była kukurydza; odgrywała też kluczową rolę w ich mitologii. Kukurydza była dla Azteków tak ważna, jak pszenica w Europie czy ryż w większej części Azji Wschodniej. Istniało wiele odmian kukurydzy, które różniły się kolorem, budową, rozmiarem i statusem. Kukurydzy używano do wyrobu tortilli, tamales lub atolli, kleiku kukurydzianego. Kolejnymi stałymi składnikami kuchni Azteków były sól i papryka chili; to właśnie tych dwóch składników mieli wystrzegać się Aztekowie w czasie postu. Duże znaczenie w ich diecie miała też fasola, amerykańskie odmiany szarłatu i szałwia. Wszystkie te produkty zapewniały Aztekom urozmaiconą dietę, bogatą we wszelkie niezbędne witaminy i minerały. Proces kulinarny zwany nikstamalizacją, czyli gotowanie kukurydzy w roztworze alkalicznym, w wielkim stopniu przyczynił się do zwiększenia jej wartości odżywczej.
Najbardziej popularnymi napojami były woda, kleiki kukurydziane i pulque - sfermentowany sok z agawy amerykańskiej. Istniało też wiele innych napojów alkoholowych wytwarzanych z miodu, kaktusa i różnych owoców. Elita postrzegała pulque jako produkt dla plebsu, wolała więc napoje z kakao, jednego z najbardziej luksusowych towarów. Napoje kakaowe, doprawiane chili, miodem oraz wieloma przyprawami ziołowymi i korzennymi, spożywali jedynie władcy, wojownicy i arystokraci.
W diecie Azteków znajdowało się także wiele rodzajów zwierzęcego mięsa, w tym indyk i inne ptactwo, gofery, legwan zielony, ambystoma meksykańska (rodzaj wodnej salamandry), krewetki, ryby, wiele insektów, larw i owadzich jaj. Aztekowie żywili się także grzybami, w tym pasożytniczą głownią kukurydzy rosnącą w kolbach. Bardzo popularny był też występujący w wielu odmianach kabaczek, szczególnie jego świeże, suszone bądź pieczone pestki. Pomidory, choć różne od tych, które najczęściej spotykamy w dzisiejszych czasach, mieszano z chili przy produkcji sosów, lub wykorzystywano jako nadzienie w tamales.

## Posiłki
Według większości źródeł Aztekowie spożywali dwa posiłki w ciągu dnia, jedno z nich twierdzi natomiast, że robotnicy jedli trzy razy dziennie: o świcie, o godzinie 9 rano i o 3 po południu. Zwyczaj ten był więc podobny do nawyków popularnych w ówczesnej Europie, jednak nie ma pewności, czy spożywanie atolli, kleiku kukurydzianego, uważane było za osobny posiłek, czy też nie. Ilość kalorii w gęstszym atolli może równać się kilku tortillom. Większa część społeczeństwa spożywała atolli każdego dnia.

### Uczty

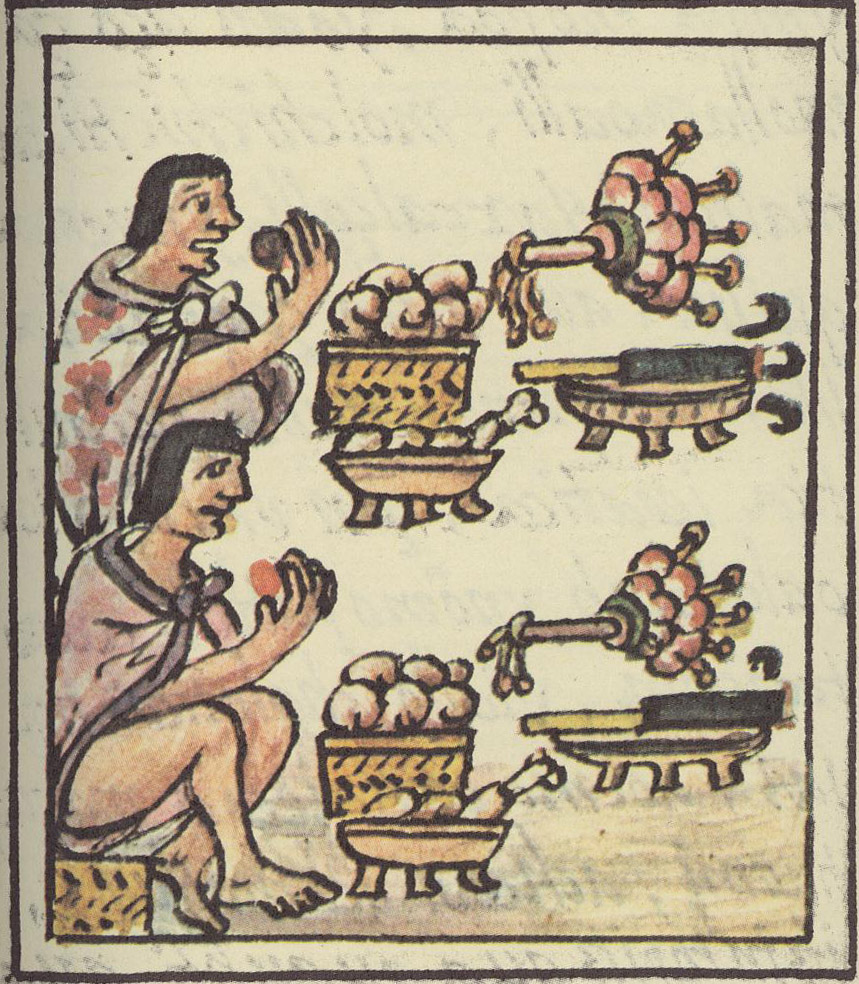
Aztekowie podczas uczty. Kodeks Florentino, XVI wiek

Istnieje wiele źródeł na temat azteckich uczt, bankietów i towarzyszących im uroczystości. Przed posiłkiem służący wręczali gościom fajki z aromatycznym tytoniem, czasem też kwiaty, którymi biesiadnicy mogli pocierać swe głowy, ręce i szyje. Przed jedzeniem, aby złożyć ofiarę bogu Tlaltecuhtli, każdy gość upuszczał odrobinę jedzenia na podłogę. Jako że wojsko cieszyło się wśród Azteków wielkim uznaniem, zachowanie przy stole miało naśladować ruchy wojowników. Fajki i kwiaty podawano z lewej ręki służącego do prawej ręki gościa, a talerz towarzyszący fajce, z prawej do lewej ręki. Imitowało to sposób, w jaki wojownik otrzymywał strzały do atlatlu i tarczę. Kwiaty nazywano w zależności od tego, jak były rozdawane: „kwiaty szabli” wędrowały z lewej do prawej ręki, „kwiaty tarczy” odwrotnie. Podczas jedzenia, w prawej dłoni, goście trzymali miski wypełnione sosen, a lewą ręką maczali w nich tortille lub tamales (podawane z koszyków). Na koniec posiłku wręczano czekoladę, często podawaną w tykwach wraz z mieszadełkiem.
Mężczyźni i kobiety byli podczas bankietów rozdzielani, a czekoladę pijali prawdopodobnie jedynie mężczyźni (choć źródła nie są w tej sprawie do końca czytelne). Kobiety piły przypuszczalnie posolli (kleik z drobno zmielonej kukurydzy) lub pulque. Bogaci gospodarze mogli przyjmować gości w salonach budowanych wokół otwartego dziedzińca, podobnych do bliskowschodnich karawanserajów (han w języku tureckim), a starsi wojskowi prezentowali tańce. Świętowanie rozpoczynało się o północy; niektórzy z obecnych pili czekoladę i jedli halucynogenne grzyby, by opowiadać o swoich doświadczeniach i wizjach innym gościom. Tuż przed świtem rozpoczynano śpiewy, a na dziedzińcu palono i zakopywano ofiary dla bóstw, co miało zagwarantować szczęście dzieciom gospodarzy. O brzasku pozostałe kwiaty i tytoń wręczano zaproszonym osobom starszym, biednym lub służącym. Aztekowie podkreślali dwoistą naturę rzeczy w każdej dziedzinie swego życia, więc pod koniec uczty starsi przypominali gospodarzowi o jego śmiertelności i ostrzegali, by nie popadał w pychę.

## Przygotowanie jedzenia
Główną metodą sporządzania jedzenia było gotowanie lub gotowanie na parze w glinianych garnkach z dwiema rączkami albo w słojach zwanych w języku nahuatl xoctli, po hiszpańsku olla (garnek). Garnek ten napełniano jedzeniem i podgrzewano na ogniu. Możliwe było też gotowanie na parze poprzez wlanie do niego odrobiny wody i umieszczenie owiniętych w kukurydziane łuski tamales na gałązkach pośrodku garnka. W relacjach hiszpańskich kronikarzy znaleźć można tylko kilka odniesień do smażenia, lecz jedynym szczegółem na ten temat jest opis pewnego rodzaju gotowania przy użycia syropu, a nie gotowanie tłuszczu. Potwierdza to fakt, iż nie istnieje żaden dowód szerszego pozyskiwania tłuszczów roślinnych przez Azteków, archeolodzy nie odnaleźli też naczyń kuchennych, które nadawałyby się do smażenia.
Najczęściej spotykanymi daniami były tortille, tamales, potrawy duszone na małym ogniu i towarzyszące im sosy. Chili i sól były wszechobecne, a podstawowe danie stanowiły tortille maczane w zmielonych za pomocą moździerza chili z odrobiną wody. Ciasta używano do powlekania mięs, czasem nawet całych indyków, przed rozpoczęciem gotowania. W najważniejszych azteckich miastach pojawiali się uliczni handlarze sprzedający wszelkie rodzaje pożywienia, zarówno bogatym, jak i biednym. Oprócz składników kulinarnych i gotowej żywności można było kupić wszelkie możliwe rodzaje atolli i w ten sposób natychmiastowo ugasić pragnienie bądź posilić się daniem w formie płynnej.

## Dania

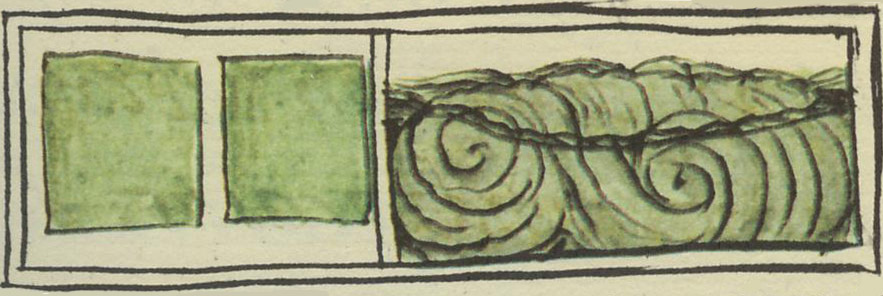
Spirulina mogła być zbierana z powierzchni jezior sieciami, bądź łopatami. Po wysuszeniu, spirulina tworzyła ciasto, które Aztekowie spożywali z torillami, bądź używali go jako przyprawy

Najważniejszymi składnikami kuchni azteckiej były kukurydza, fasola i kabaczek, często dodawano do nich chili i pomidory. Wszystkie te składniki są ważne w kuchni meksykańskiej po dziś dzień. Aztekowie zbierali też pewien rodzaj małych krewetek, występujących licznie w jeziorze Texcoco oraz algi, spirulinę, z której wytwarzano bogate w flawonoidy ciasto. Choć ich dieta była w większej części wegetariańska, Aztekowie spożywali insekty takie jak świerszcze, robaki atakujące liście agawy (Aegiale hesperiaris), mrówki i larwy. Insekty mają więcej protein niż mięso i do dziś w niektórych częściach Meksyku są uważane za przysmak.

### Zboże

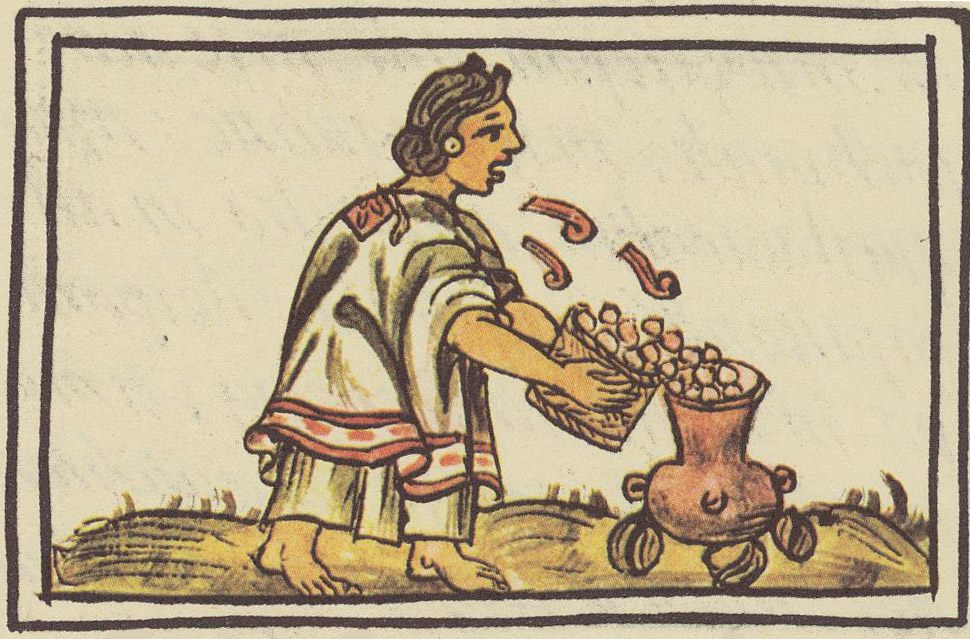
Aztecka kobieta dmucha na kukurydzę przed wsadzeniem jej do garnka, aby zboże nie bało się ognia

Kukurydza była najważniejszym elementem diety Azteków. Wszystkie klasy społeczne spożywały ją podczas każdego posiłku, grała też ważną rolę w azteckiej mitologii. Pierwszym Europejczykom Aztekowie opisywali kukurydzę jako „skarb, nasze ciało, nasze kości”. Kukurydza występowała w wielu odmianach, które różniły się rozmiarem, kształtem i kolorem: bywały żółte, czerwonawe, w kolorowe paski, czarne, z plamkami lub bez. Za szczególnie cenny uznawano rodzaj kukurydzy o niebieskich łuskach. Musiało istnieć także mnóstwo lokalnych i regionalnych odmian kukurydzy, choć nie ma o nich informacji w źródłach. Zboże to było czczone do tego stopnia, że przed włożeniem kukurydzy do garnka kobiety dmuchały na nią, aby nie bała się ognia, a gdy upadła na podłogę, podnoszoną ją i nie pozwalano, by się zmarnowała. Bernardino de Sahagún, kronikarz i hiszpański misjonarz franciszkański, tłumaczył ów zwyczaj następująco:

Nasza strawa cierpi, leży, łkając. Jeśli jej nie podniesiemy, Bogu na nas doniesie. Powie: O, Panie, nie podniósł mnie ów wasal, gdym na ziemi leżało rozrzucone. Ukarz go. Lub na głód skazani będziemy.

Wszędzie w Ameryce, gdzie podstawowym pożywieniem była kukurydza, używano procesu nikstamalizacji. Nazwa ta pochodzi od słów z języka nahuatl: nextli (popiół) i tamalli (nieuformowane ciasto kukurydziane), a proces nikstamalizacji stosowany jest po dziś dzień. Suche ziarna kukurydzy gotuje się w roztworze alkalicznym, przeważnie w wodzie wapiennej. Uwalnia się owocnia, zewnętrzna łupina ziarna, dzięki czemu kukurydza staje się łatwiejsza do zmielenia. Proces nikstamalizacji zmienia kukurydzę z prostego źródła węglowodanów w znacznie bogatsze źródło wartości odżywczych. Powoduje wzrost ilości wapnia, żelaza, miedzi i cynku, które dodawane są w trakcie trwania procesu. Nikstamalizacja udostępnia też obecne już w ziarnach witaminę PP, witaminę B2 oraz więcej białek, które nie są przez człowieka trawione. Kolejnym pożytkiem z nikstamalizacji jest zahamowanie rozwoju mykotoksyn (toksyny wytwarzane przez grzyby). Gdy przetwarzanej kukurydzy pozwoli się sfermentować, pojawią się kolejne substancje odżywcze, takie jak aminokwasy, lizyna i tryptofan. Fasola, inne warzywa, owoce, papryki chili i przetworzona dzięki nikstamalizacji kukurydza tworzyły dietę bogatą w niezbędne wartości odżywcze, bez potrzeby korzystania z białka zwierzęcego.

### Przyprawy
Aztekowie mieli do wyboru wiele przypraw ziołowych i korzennych; jedne z najważniejszych, papryczki chili, występowały w różnych gatunkach i odmianach, niektóre z nich zostały udomowione, inne rosły dziko. Zależnie od ilości obecnej w nich kapsaicyny, niektóre rodzaje papryki chili były łagodne w smaku, inne zaś bardzo pikantne. Papryki chili były często suszone, mielone i przechowywane do późniejszego użytku, niektóre z nich wcześniej pieczono, by nadać im różne smaki. W zależności od ich odmiany, chili bywały słodkie, soczyste, ziemiste, wędzone, lub wyjątkowo ostre.
Używane jako przyprawy rodzime gatunki roślin, miały podobny smak do swoich odpowiedników z krajów Starego Świata, które po hiszpańskim podboju były często łatwiej dostępne. Kolendra meksykańska miała mocniejszy smak niż jej odpowiednik, łatwiej też suszyło się jej liście. Meksykańskie oregano i anyż przypominały w smaku śródziemnomorskie odpowiedniki, a smak korzennika zbliżony był do gałki muszkatołowej, goździków i cynamonu. Korzybiel biały, lub biały cynamon, miał korę miękką i delikatną w smaku, co mogło ułatwić późniejszą akceptację ostrzejszego cejlońskiego cynamonu we współczesnej kuchni meksykańskiej. Przed pojawieniem się cebuli i czosnku używano być może delikatniejszych, lecz wciąż podobnych smakiem dzikich roślin, takich jak Allium kunthii, innych południowych odmian czosnku, bądź aromatycznych liści pnączy czosnku. Innymi dostępnymi Aztekom przyprawami były: jadłoszyn, wanilia, arnota właściwa, komosa piżmowa, święty pieprz (Piper auritum), liście awokado i wiele innych lokalnych roślin.

## Napoje

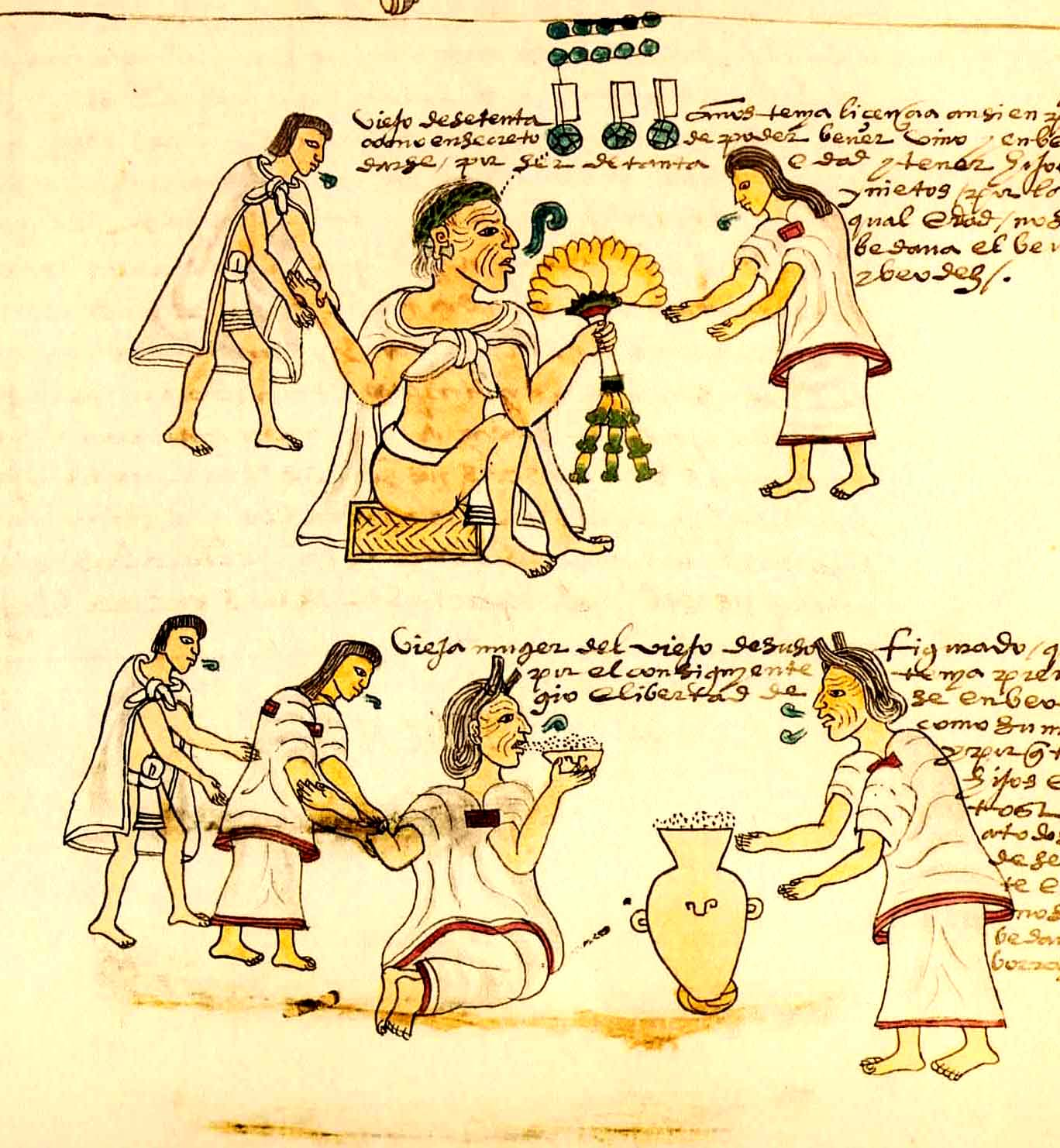
Malowidło z Kodeksu Mendoza przedstawiające starszą kobietę pijącą pulque

Z miodu, sfermentowanej kukurydzy, ananasów, owoców kaktusa i innych roślin Aztekowie produkowali wiele rodzajów napojów alkoholowych. Najpowszechniejszy był wytwarzany z soku agawy octli, dziś nazywany pulque (nazwa pochodząca z Antyli). Pulque spożywali członkowie wszystkich klas społecznych, choć niektórzy arystokraci zaznaczali, iż nie zniżają się do picia tak prostego trunku. Mimo że spożywanie alkoholu tolerowano i niekiedy pozwalano na to nawet dzieciom, upijanie się było w społeczeństwie Azteków nieakceptowalne. Kary bywały bardzo surowe, elity społeczeństwa podlegały zaś jeszcze surowszym wyrokom. Przy pierwszym wykroczeniu, osoba z klasy niższej skazywana była na zburzenie jej domu i życie na polu, niczym zwierzę; arystokraci nie dostawali natomiast drugiej szansy, mogli być straceni za nadużywanie alkoholu. Upijanie się osób w podeszłym wieku traktowano łagodniej, choć źródła nie zgadzają się co do dokładnego wieku. Nie zapobiegało to jednak okazyjnym tragediom arystokratów, którzy przez alkoholizm popadali w nędzę i przedwcześnie umierali. Kronikarz z Sahagún opowiedział smutną historię byłego generała i dowódcy (tlacateccatl) ponad ośmiotysięcznego wojska:

Przepił całą swą ziemię. Sprzedał wszystko. [...] Tlacateccatl, wojownik mężny, wojownik wielki i arystokrata wybitny, czasem, gdzieś przy drodze, pijany leżał, w łajnie się taplając.

### Atolii
Atolli, kleik kukurydziany, stanowił znaczną część dziennego spożycia kalorii. Najprostszym przepisem na atolli było dodanie ośmiu części wody na sześć części kukurydzy z wapnem, które gotowano aż do zmięknięcia, mielono je, a następnie całą miksturę gotowano we wrzątku, aby zgęstniała. Istniało jednak znacznie więcej typów atolli. Po dodaniu 1/10 syropu z agawy, otrzymywano neguatolli, iztac atolli tworzyło się zaś przez dodanie zmielonej papryki chili, soli oraz pomidora. Gdy przez 4–5 dni pozwalano ciastu kukurydzianemu skwaśnieć, po czym dodawano do niego świeżego ciasta i chili z solą, powstawało xocatolli. Do pinolli dodawano fasolę, pieczone tortille bez skórki, opiekaną kukurydzę, szałwię, amarant lub miód. Taką potrawę zabierali w drogę podróżnicy, którzy zmieloną, opiekaną kukurydzę nosili w workach, a po wlaniu do nich wody otrzymywali natychmiastowy posiłek.

### Kakao
Kakao miało ogromną wartość symboliczną. Było rzadkim luksusem i towarem importowanym, gdyż nie było uprawiane na azteckich ziemiach. Nie ma dokładnych opisów tego, jak przygotowywano kakao w formie stałej, lecz istnieje sporo aluzji, iż kakao było przez Azteków jedzone. Nasiona kakaowca były cennym towarem i mogły być używane jako forma zapłaty, choć o dość niskiej wartości. Za 80–100 nasion można było kupić małą pelerynę lub świeżą wodę, jeśli mieszkało się pośród słonych jezior wokół Tenochtitlán. Często dochodziło do oszustw i zamiast nasionami, wypełniano łupiny kakaowca ziemią i błotem.
Kakao pijano najczęściej jako xocolatl („gorzka woda”), było ono napojem wojowników i arystokratów. Kakao uważane było za silny środek odurzający, który powinien być spożywany z powagą i jak opisał to hiszpański kronikarz Sahagún, „nie można go pić bezmyślnie”. Czekolada sporządzana być mogła na wiele sposobów, a większość z nich polegało na mieszaniu gorącej lub letniej wody z mielonymi nasionami kakao, kukurydzą i przyprawami, takimi jak chili, miód, czy wanilia. Składniki te mieszano, ubijano lub napowietrzano poprzez przelewanie czekolady z jednego naczynia do drugiego. Jeśli kakao było dobrej jakości, powstawała gęsta piana. Górna warstwa mogła być wtedy zdjęta i odłożona, a napój ponownie napowietrzano, aby otrzymać kolejną warstwę piany, którą ponownie odkładano i przed podaniem kładziono ją wraz z resztą piany na szczyt napoju.

## Normy żywieniowe
Umiar był ważny w każdej dziedzinie życia Azteków. Autorzy i kronikarze europejscy byli pod wrażeniem azteckiej skromności, prostoty i umiarkowania. Biskup stanu Puebla oraz wicekról Nowej Hiszpanii, relacjonował: 

Widziałem ich jedzących niespiesznie, w ciszy i skromności, tak iż cierpliwość, którą widać w ich zachowaniu, ujawnia się także w jedzeniu; nie pozwalają też sobie pospieszanym być przez głód, ani też pragnieniem jego zaspokojenia.

### Post
Podstawową zasadą postu Azteków było powstrzymywanie się od spożycia soli i papryk chili. W postach uczestniczyli wszyscy członkowie azteckiego społeczeństwa. Nie było ustalonych wyjątków od postu, co szokowało pierwszych Europejczyków, którzy spotkali się z kulturą Azteków. Choć posty były w Europie popularne, istniały stałe wyjątki dla kobiet i dzieci, chorych, słabych i osób w podeszłym wieku. Przed Świętem Nowego Ognia, które obchodzono co 52 lata, niektórzy z kapłanów pościli przez cały rok, pozostali 80 dni, a władcy przez 8 dni. Zwykli mieszkańcy także pościli, choć mniej rygorystycznie. W Tehuacanie istniała grupa osób, które pościły regularnie. Prócz wielu innych surowych zasad, osoby te sypiały na poduszkach z kamienia i podczas czteroletnich okresów postu spożywały jedynie 50 gramów tortilli dziennie; jedynie co 20 dni mogli jeść wszystko, na co mieli ochotę.
Nawet od władców oczekiwano, by postarali się zrezygnować z luksusowego życia, aby czynili to z przekonaniem i wysiłkiem. Władca miał czasem zrezygnować z luksusów i seksu z kobietami, jeść wyłącznie ciasta z michihuauhtli i nasiona szarłatu lub komosy; picie czekolady miał zamienić na wodę zmieszaną z prażoną sproszkowaną fasolą. Zwyczaje te porównać można do postu europejskich arystokratów i duchowieństwa. Chcąc przestrzegać religijnych przepisów, zamieniali oni mięso i produkty zwierzęce na ryby, co nie oznaczało wcale rezygnacji z kosztownych uczt.

## Kanibalizm
Aztekowie praktykowali rytualny kanibalizm. Ofiarom, najczęściej jeńcom wojennym, publicznie, na szczytach świątyń i piramid, wycinano serca. Ich ciała rzucano następnie na ziemię i tam ćwiartowano. Poszczególne części rozdawano elicie społeczeństwa, a więc przede wszystkich wojownikom i kapłanom. Duszone ludzkie mięso doprawiano solą i jedzono z kukurydzianą tortillą, choć wyjątkowo bez chili. W późnych latach 70., antropolog Michael Harner zasugerował, że przyczyną zorganizowanego kanibalizmu w tak wielkiej skali, była chęć zaspokojenia przypuszczalnego niedoboru białka u Azteków. Niewielu badaczy zgodziło się z tą propozycją, która opierała się na bezpodstawnych przypuszczeniach na temat zwyczajów żywieniowych, rolnictwa i demografii, czyniąc proponowany scenariusz bardzo mało prawdopodobnym.